# Tana Umaga
Jonathan "Tana" Falefasa Umaga (Lower Hutt, 27 de maio de 1973) é um ex-jogador neozelandês de rugby union que jogava na posição de ponta ou centro.
É considerado um dos melhores em sua posição na história da Seleção Neozelandesa de Rugby, tradicionalmente a mais forte do rugby union. Sua ascensão, inclusive, fez com que fosse um dos fatores para que o grande astro Jonah Lomu, concorrente de posição, perdesse espaço. Ao todo, Umaga jogou 74 vezes por seu país, entre 1997 e 2005, quando resolveu deixar os All Blacks após um grand slam pela Europa - termo utilizado para excursões encerradas de forma invicta. Era desde o ano anterior o capitão do selecionado, condição em que a Nova Zelândia venceu 19 das 21 partidas, incluindo todas diante dos prestigiados British and Irish Lions. Ele, enfim, parou de jogar em 2011, no campeonato neozelandês.
Reconhecido em campo pela liderança e pelos dreadlocks, Umaga envolveu-se em alguns lances marcantes. Contra os Lions, um tackle seu fraturou o adversário Brian O'Driscoll. Já em 2003, socorrera o adversário Colin Charvis, em partida contra o País de Gales. Charvis engasgara-se com o protetor bucal, ficando inconsciente após sofrer um tackle; Umaga, único a perceber o acidente, deixou de lado o contra-ataque dos All Blacks para colocar o oponente em posição de socorro, além de retirar o protetor deste e desobstruir-lhe a passagem de ar. Pelo ato, o neozelandês recebeu a medalha Pierre de Coubertin, mais alta honraria do Comitê Olímpico Internacional.
Ele integra a comissão de notáveis que elege anualmente o melhor jogador do mundo pela International Rugby Board.
Seu irmão Mike Umaga jogou por Samoa, com ambos defendendo países diferentes na Copa do Mundo de Rugby de 1999.